# (29796) 1999 CW77
A (29796) 1999 CW77 a Naprendszer kisbolygóövében található aszteroida. A LINEAR projekt keretében fedezték fel 1999. február 12-én.